# Спенсер, Лара
Ла́ра Спе́нсер (англ. Lara Spencer), урождённая — Ла́ра Кри́стин фон Си́лен (англ. Lara Christine von Seelen; 19 июня 1969, Гарден-Сити, Нью-Йорк, США) — американская журналистка и телеведущая.

## Биография
Лара Кристин фон Силвен (настоящее Спенсер) родилась 19 июня 1969 года в Гарден-Сити (штат Нью-Йорк, США) в семье Дэвида и Кэролин фон Силвен. Лара окончила Университет штата Пенсильвания.
Лара наиболее известна как ведущая «Good Morning America» на канале ABC. В течение семи сезонов вела программу The Insider на CBS. В 2008—2011 года Лара появлялась на шоу «Топ-модель по-американски».
В 2000—2015 года Лара была замужем за журналистом Дэвидом Хаффенреффером, от которого у неё есть двое детей — сын Дэвид Хафферд Хаффенреффер-третий (род. 2002) и дочь Кэтрин Пейдж Хаффенреффер (род. 2004). С 1 сентября 2018 года Спенсер замужем во второй раз за основателем и CEO электронной торговой компании MarketAxess Риком МакВи, мачеха троих его детей.